# Саксен-Кобург-Заальфельд
Саксен-Кобург-Заальфельд (нем. Sachsen-Coburg-Saalfeld) — эрнестинское герцогство на территории современной федеральной земли Тюрингия.

## История
В 1675 году умер Эрнст I, герцог Саксен-Готский. Его семь сыновей первоначально стали соправителями, поскольку эрнестинцы до этого момента отвергали примогенитуру. По желанию отца дела герцогства вёл старший сын Фридрих I. Попытка держать общий двор в замке Фриденштайн в Готе оказалась неудачной, и в 1680 году наследство было поделено между семью братьями. Альбрехту досталась часть герцогства с городом Кобург, а Иоганну Эрнсту — часть герцогства с городом Заальфельд.
В 1699 году Альбрехт скончался, не имея детей, и Иоганн Эрнст предъявил права на наследство старшего брата, вступив тем самым в длительную тяжбу с другим братом, Саксен-Мейнингенским герцогом Бернхардом I. Спор был разрешён в 1735 году, когда по решению императора Карла VI основная часть герцогства Саксен-Кобург была передана герцогству Саксен-Заальфельд, в результате чего образовалось герцогство Саксен-Кобург-Заальфельд.
После ликвидации Священной Римской империи герцогство в 1806 году вошло в Рейнский Союз, а в 1815 — в Германский союз.
В 1825 году умер не имевший наследников саксен-гота-альтенбургский герцог Фридрих IV, в результате чего пресеклась Саксен-гота-альтенбургская линия Веттинов. После его смерти начались конфликты вокруг наследования Саксен-Гота-Альтенбурга с участием остальных правящих домов эрнестинской линии, конец которым положило третейское решение короля Саксонии Фридриха Августа I. Заальфельд был передан герцогству Саксен-Мейнинген, а взамен от герцогства Саксен-Альтенбург был получен город Гота, в результате чего образовалось герцогство Саксен-Кобург-Гота.

## Правители
- 1699—1729: Иоганн Эрнст (22 августа 1658 — 17 декабря 1729), герцог Саксен-Гота-Альтенбургский в 1675—1680 годах, герцог Саксен-Заальфельдский в 1680—1699 годах, герцог Саксен-Кобург-Заальфельдский с 1699 года[1].
- 1729—1745: Кристиан Эрнст (18 августа 1683 — 4 сентября 1745), герцог Саксен-Кобург-Заальфельдский в Заальфельде с 1729 года, сын предыдущего[2].
- 1729—1764: Франц Иосия (25 сентября 1697 — 16 сентября 1764), герцог Саксен-Кобург-Заальфельдский в Кобурге в 1729—1745 годах, герцог Саксен-Кобург-Заальфельдский (единовластно) с 1745 года, брат предыдущего[3].
- 1764—1800: Эрнст Фридрих (8 марта 1724 — 26 августа 1800), герцог Саксен-Кобург-Заальфельдский с 1764 года, сын предыдущего[4].
- 1800—1806: Франц Фридрих Антон (15 июля 1750 — 9 декабря 1806), герцог Саксен-Кобург-Заальфельдский с 1800 года, сын предыдущего[5].
- 1806—1826: Эрнст I (2 января 1784 — 29 января 1844), герцог Саксен-Кобург-Заальфельдский в 1806—1826 годах, герцог Саксен-Кобург-Готы с 1826 года, сын предыдущего[6][7].